# Гари Каспаров
Гари Кимович Каспаров (рус. Гарри Кимович Каспаров; Баку, Азербејџан, 13. април 1963), светски је шаховски првак у периоду од 1985. до 2000. На светској рејтинг листи дошао је на прво место (испред тадашњег светског првака Анатолија Карпова) 1983. године и то до 10. марта 2005. године, када се повукао из професионалног шаха. Значајан и по свом политичком деловању у корист реформи и демократије у Совјетском Савезу односно Русији од друге половине 1980-их. Од 2014. године је хрватски држављанин.

## Младост
Гари Каспаров рођен је као Хари Вајнштајн. Отац му је био Јеврејин, а мајка Јерменка, девојачког презимена Каспарјан. Родитељи су му се рано развели и мајка је своје презиме променила у руску варијанту Каспаров. Са 12 година Хари је узео мајчино презиме и „русифицирао“ име.
Рано је скренуо пажњу на себе изузетним талентом. Од 1974. учи у шаховској школи коју је водио бивши светски првак Михаил Ботвиник. Године 1976, као тринаестогодишњак, освојио је првенство СССР за играче до 18 година.
Светска шаховска јавност га је упознала године 1979. када је убедљиво победио на турниру у Бањој Луци. Следеће године призната му је титула велемајстора. Брзо је напредовао. Године 1982. на првенству СССР поделио је прво место са Лавом Псахисом.
Уз професионално играње шаха, био је одличан студент англистике. Радо чита поезију и напамет зна многе песме Јесењина, Љермонтова и Јевтушенка. Физички је снажан, игра фудбал и вози бицикл.
У мечевима кандидата 1983. постиже уверљиве победе. У четвртфиналу побеђује Бељавског резултатом 6:3, у полуфиналу Корчноја са 7:4, и у финалу Смислова резултатом 8½:4½. (Смислов је тада имао 62 године, био је светски првак 1957—1958, пет година пре Каспаровљевог рођења!)

## Пет мечева с Карповом
Каспаров је са 21 годином био најмлађи играч који је играо меч за првенство света. Насупрот њега био је Анатолиј Карпов, светски првак од 1974, са 33 године на врхунцу снага.
Необичним сплетом околности, у току шест година Каспаров и Карпов ће одиграти чак пет мечева за светско првенство. Обојица у то доба далеко надмашују све остале светске шахисте. У тим мечевима су одиграли укупно 144 партије.

### Први меч
Ово је до данас најдужи меч у историји шаха. Играло се по правилима усвојеним 1974, односно док један играч не постигне шест победа, без ограничења трајања меча. У случају пораза, бивши светски првак је имао право на реванш-меч у року од годину дана.
Меч је започео у Москви, у јесен 1984. Након девет партија резултат је био 4:0 за Карпова. Тада је Каспаров нагло променио тактику. Почео је играти солидно, без ризика, изазивајући противника да напада како би постигао још две победе. Карпов међутим, није желео преузети већи ризик. Резултат је била серија од 17 ремија.
Затим је Карпов добио 27. партију и повео 5:0. Међутим, Каспаров је дошао до победе у 32. партији. Уследила је нова серија од 14 ремија. Играло се већ пети месец и оба играча су била исцрпљена. Онда је Каспаров добио две партије заредом, 47. и 48, и смањио на 3—5. Меч је наједном опет постао напет; године 1978. Карпов је против Корчноја водио 5:2, затим је Корчној изједначио, да би Карпов ипак добио 32. партију и тако победио са 6:5.
Совјетска шаховска федерација се тада одлучила не необичан потез: затражили су од председника ФИДЕ Florencia Campomanesa да меч прекине, јер су оба играча била потпуно исцрпљена. Предложено је да се меч поништи, и да се након шест месеци игра нови. Оба играча су то прихватила; обојица су касније тврдила да су били изманипулисани. Карпов је свакако био у кризи, а Каспаров је ипак још увек требало да добије три партије, а да не изгуби ниједну.

### Други меч и освајање титуле првака света
Одлука о прекиду изазвала је полемике у шаховском свету, али била је дефинитивна. Након паузе од шест месеци, актери су се поново сусрели у Москви. Правила су у међувремену била промењена: дужина меча ограничена је на максимално 24 партије, са тим да се меч прекида ако неко постигне шест победа. у случају да је након 24 партије резултат нерешен, светски првак задржава титулу. Остало је и право првака на реванш.
Након 23 партије, Каспаров је водио 12:11. Последњу партију Карпов је играо на све или ништа, али је изгубио; тако је Каспаров, стар 22 године, постао 13. првак света, најмлађи у историји!
Велемајстор Дражен Маровић писао је тада у Шаховском гласнику да је Каспаров заслужено победио. По њему, Каспаров је био „енергичан и досетљив, са теоријским новинама и збуњујућим жртвама. Бијелима је успевао захватити иницијативу, црнима се одлично бранио у дамином гамбиту и шевениншкој варијанти сицилијанке“.

### Следећа три меча
Карпов је имао право на реванш, и тако је непуних годину дана након претходног игран и трећи меч у којем је Каспаров победио 12½:11½.
Непуних годину дана након тога, велики противницу су се поново сусрели. Карпов је победом у мечу кандидата остварио право на нови меч. Овог пута Каспаров је био пред поразом. При резултату 11:11, грубим превидом изгубио је 23. партију. Карпов је повео 12:11 и био му је потребан реми у последњој партији, док је Каспаров морао играти на победу. За разлику од Карпова у другом мечу, он успева победити. Ту је партију, најважнију у својој каријери, добио у Карповљевом стилу: дугорочном игром на ситне предности успео је доћи до победе у мало бољој завршници. Нерешеним резултатом у мечу сачувао је наслов.
Каспаров је након тога оптужио ФИДЕ за пристраност према бившем прваку. Дражен Маровић је у Шаховском гласнику изразио мишљење да има право: Каспаров је двапут бранио титулу у две године, колико Карпов у 10 година.
Три године касније, Карпов је поново изазивач, победивши конкуренте у мечевима кандидата. Меч је опет био неизвестан до краја. Каспаров је победио 12½:11½.

### Политичко деловање у земљи и иностранству
Карпов је био миљеник старог система. Имао је неколико политичких функција, био је и потпредседник совјетске (а затим руске) шаховске организације.
Насупрот томе, Каспаров од почетка перестројке јавно деловао, пружајући одушевљену потпору Горбачовљевим реформама, а затим и Јељцину. Касније се међутим разочарао у обојицу.
Њихово супарништво је 1990-их година довело и до борбе за власт у Руској шаховској организацији, а и ФИДЕ је у ту борбу била уплетена.
Карпов је у првој половини 1990-их година више пута посећивао Србију и Црну Гору. Играо је на међународним такмичењима за екипу Агроуниверзала из Земуна. Врхунац подршке Србији било је одигравање симултанке у Вуковару 1995. Насупрот томе, Каспаров је изражавао снажну подршку Хрватској. Више пута је долазио на одмор и припреме за мечеве на Црвени оток крај Ровиња. Играо је за екипу Борово Вуковар. Како је грађански рат у бившој Југославији одмицао а рат на територији Хрватске се завршио, Каспаров је сада започео да подржава тадашње муслиманске паравојне формације Алије Изетбеговића у Босни и Херцеговини.
На Европском шампионату у шаху 1992. године за мушкарце у Дебрецину, после победе тадашње СР Југославије у првом колу над бившом Чехословачком резултатом 3:1, Каспаров је запретио да ће напустити Европско првенство ако се СРЈ не избаци са турнира. Организатори су тада, не желећи да изгубе светског шампиона у шаху, са образложењем како је реч о примени санкција Уједињених нација на спорт, избацили репрезентацију СРЈ са првенства.

## Раскол у светском шаху 1993.
Године 1993. долази до велике кризе у такмичењима за светско првенство, која до данас није разрешена. ФИДЕ је по уобичајеном саставу организовала мечеве кандидата. Победник је био Енглез Најџел Шорт, који је у полуфиналу победио Карпова, а у финалу Јана Тимана.

### Меч Каспаров-Шорт
До сукоба је дошло када је Каспаров одбио да игра меч у граду који је изабрала ФИДЕ, незадовољан понуђеним наградним фондом; склопио је уговор о игрању меча у Лондону, уз двоструко већи наградни фонд. Шорт се са тиме сложио.
Администрација ФИДЕ, љута због нарушавања њеног ауторитета, објавила је да Каспарову одузима титулу првака, а Шорту право изазивача, и да ће меч за упражњено место првака у Амстердаму играти Карпов и Тиман.
Каспаров и Шорт, и још неколико врхунских играча, основали су ново удружење, Professional Chess Players Association (PCA), које је било формални организатор њиховог двобоја. Тако су године 1993. одиграна два меча. Каспаров је победио Шорта 12½:7½ и одбранио титулу, а Карпов Тимана 12½:8½. Тако је дошло до ситуације са два првака у различитим верзијама.

### Меч Каспаров-Ананд 1995.
У наредном периоду ФИДЕ и ПЦА су организовале свака свој кандидатски циклус.
У организацији ПЦА одигран је крајем 1995. меч Каспаров—Ананд. Играло се на бољи резултат из 16 партија. Првих осам партија завршено је ремијем. Девету партију добија Ананд. У десетој, Каспаров играјући белима, налази теоријску новост са жртвом скакача у 11. потезу у отвореној варијанти шпањолке. Касније жртвује и топа и побеђује.
Одлучујућом се показала сљедећа, 11. партија: Каспаров црнима игра змајеву варијанту сицилијанке. У потпуно једнакој позицији, Ананд одбија понуду ремија; форсирајући, упада у једноставну замку и губи. Након тога Каспаров је добио још двије партије и остварио побједу 8:5.
Нешто касније у организацији ФИДЕ одигран је меч Карпов-Камски, који је Карпов увјерљиво добио. ФИДЕ је имала великих проблема у налажењу организатора тог меча.
Занимљиво је да су Камски и Ананд одиграли два меча кандидата: у верзији ФИДЕ у четвртфиналу побиједио је Камски са 6:4, а у верзији ПЦА у финалу победио је Ананд са 6½:4½.

### Хаос и самовоља
ФИДЕ, која има финансијске проблеме, нагло је изменила систем такмичења; титула „првак света ФИДЕ“ изгубила је досадашњи смисао.
ПЦА је такође запала у проблеме због међусобног супарништва врхунских играча, различитих интереса спонзора и притиска ФИДЕ. Каспаров, харизматична особа и одличан у односима са медијима и спонзорима, практично сам доноси одлуке, као што су то чинили светски прваци у раздобљу 1886—1946.
Почетком 1998. било је објављено да ће Ананд и Крамник, други и трећи на ранг листи, играти меч кандидата, након чега ће победник играти меч против Каспарова. Под притиском председника ФИДЕ Киршана Иљужминова, међутим, Ананд је одустао од меча.
У ПЦА долази до раскола. Каспаров хитро распушта ту организацију и уз помоћ шпанског богаташа и шаховског мецене Луиса Рентера оснива нову организацију Worls Chess Council (WCC). За Анандовог заменика именован је Алексеј Широв; врхунски играч, који је добио шпанско држављанство, што је свакако утицало на одлуку.
У организацији WCC одигран је средином 1998. меч Широв-Крамник; Широв побеђује 5½:3½. Меч Каспаров—Широв био је најављен за октобар 1998, међутим бива одгођен јер долази до сукоба Каспарова и Рентера. На крају меч није ни одигран. WCC је нестала са сцене.

### Меч са Крамником и губитак титуле
Тек пет година након претходе одбране титуле, организован је меч у ком је Каспаров бранио титулу. Изазивач је овога пута Крамник. Спонзор и организатор био је BrainGames Network (BGN). Играло се опет 16 партија.
Крамник је разрадио савршену тактику: од почетка игра на „умртвљење“ позиције, избегава компликације у којима Каспаров ужива и чека да се противник „истрчи“. То је била тактика коју је примењивао Карпов, али Крамник је имао више успеха.
Каспарова је изневерила креативност: у 15 одиграних партија није добио ниједну! Крамник је добио две, 13 је завршено ремијем, и тако је Крамник постао светски првак.

## Рекордни рејтинг ФИДЕ у историји шаха
И након губитка титуле, Каспаров је бележио изврсне турнирске резултате. То се наставило и након губитка титуле у мечу. Држао је прво место на светској рејтинг листи непрекидно од 1983. па све до свог повлачења из професионалног шаха 10. марта 2005. године. На листи од јула 2005. (када је Каспаровљев рејтинг последњи пут израчунаван) имао је 2812 бодова, док је другопласирани Ананд имао 2788 поена. Јула 1999. имао је рејтинг 2851. Осим Каспарова, границу од 2800 бодова прелазили су још и Владимир Крамник, Вишванатан Ананд и Веселин Топалов. Илустрације ради, само 48 људи успело је да пређе фамозни скор од 2700 рејтинг поена на ФИДЕ листама од 1970. наовамо (рејтинг се званично рачуна од 1970. године).

## Мечеви против рачунара
Каспаров је одиграо неколико значајних мечева против рачунарских програма, који су почетком прве деценије XXI века постали толико јаки да добијају већину партија и против водећих велемајстора.
У фебруару 1996. играо је меч у шест партија против IBM-овог рачунала Deep Blue. Изгубио је прву партију, али затим добија три партије уз два ремија.
Маја 1997. губи меч против побољшане верзије Deep Blue. При резултату 1-1 уз три ремија, изгубио је последњу партију након грубе грешке у отварању. Дуго времена након тог меча Каспаров, а и други велемајстори, изражавали су сумњу да је IBM варао, тако што је неки велемајстор у тајности проверавао потезе које је рачунар изабрао. Програми, наиме, рачунају варијанте стотину милиона пута брже од човека, али понекад се изгубе у позицијама где је потребна далекосежна стратегија и где људска интуиција надвладава.
Deep Blue је био посебан рачунар састављен од 50 PC-ја, спојених у целину само за ову намену (кластер архитектура). Након тога такви рачунари се више не појављују. Големим напретком снаге PC-ја, врхунски шах сада играју и програми који раде на стандардним рачунарима.
Новембра 2003. године, Каспаров је играо меч у четири партије против програма X3D Фриц, који је на основу претходних резултата имао рејтинг од 2807 поена. У мечу су коришћени виртуелна табла, 3D наочаре и систем за препознавање гласа. Меч је завршен нерешено, 1:1 уз два ремија. Овај програм рачуна сто милиона потеза у секунди, док чак и светски првак не може рачунати више од два потеза у секунди.

## Улазак у политику
У марту 2005, након победе на великом турниру у Линаресу, Каспаров је објавио да напушта шах, и да ће се посветити политичкој каријери, јер сматра потребним „учинити све у мојој моћи за отпор диктатури Владимира Путина“. Водећи је члан групе либералне опозиције Комитет 2008.